# Рюо
Рюо (яп. 竜王町, рюо тьо ) — містечко в Японії, у центральній частині префектури Сіґа. Засноване 29 квітня 1955 року шляхом злиття таких населених пунктів:
- села Каґаміяма повіту Ґамо (蒲生郡鏡山村)
- села Нае (苗村)

Видатними пам'ятками містечка є синтоїстське святилище Наемура дзіндзя (苗村神社), яке зараховане до національних скарбів Японії, та гора Каґамі, оспівана у стародавніх японських піснях. З Рюо також пов'язаний переказ про церемонію повноліття видатного самурайського полководця 12 століття Мінамото но Йосіцуне.